# Javor (Slapsko)
Javor (německy Jawor) je osada, část obce Slapsko v okrese Tábor v Jihočeském kraji. Nachází se asi dva kilometry severozápadně od Slapska. Je zde evidováno 5 adres. V roce 2011 zde trvale žili čtyři obyvatelé.
Javor leží v katastrálním území Slapsko o výměře 6,54 km².

## Historie
První písemná zmínka o vesnici pochází z roku 1390.

## Obyvatelstvo
| Rok            | 1869 | 1880 | 1890 | 1900 | 1910 | 1921 | 1930 | 1950 | 1961 | 1970 | 1980 | 1991 | 2001 | 2011 | 2021 |
| -------------- | ---- | ---- | ---- | ---- | ---- | ---- | ---- | ---- | ---- | ---- | ---- | ---- | ---- | ---- | ---- |
| Počet obyvatel | 36   | 35   | 23   | 23   | 23   | 25   | 28   | 28   | 28   | 11   | 13   | 7    | 5    | 4    | 8    |
| Počet domů     | 4    | 4    | 4    | 4    | 4    | 4    | 4    | 4    | 3    | 3    | 3    | 4    | 3    | 3    | 3    |

## Obecní správa
Při sčítání lidu v letech 1850–1960 Javor byl osadou obce Vrcholtovice, se kterým patřil nejprve do okresu Tábor, ale v roce 1950 v okrese Votice. V letech 1961–1974 byl částí obce Slapsko v okrese Tábor. Od 1. ledna 1975 do 23. listopadu 1990 byl částí obce Oldřichov v okrese Tábor. Od 24. listopadu 1990 je opět částí obce Slapsko v okrese Tábor.